# Autorretrato con Charlotte Berend y una copa de champán
Autorretrato con Charlotte Berend y una copa de champán (en alemán, Selbstporträt mit Charlotte Berend und Sektglas) es un cuadro del pintor alemán Lovis Corinth, realizado en 1902, que mide 98,5  × 108,5 centímetros. Es un retrato doble del artista junto a su futura esposa. La pintura se encuentra en una colección privada.

## Contexto
Charlotte Berend (1880-1967) fue la primera alumna de Corinth en su escuela privada de pintura en Berlín en 1901, poco después de establecerse allí, tras un período no siempre próspero en Múnich. A pesar de la diferencia de edad de veintidós años, los dos pronto se enamoraron y se casarían en 1903. Desde 1902 en adelante, Corinth la retrataría con frecuencia, lo que finalmente la hizo más conocida como modelo y "esposa de" que como artista. Eso no alteró el hecho de que tuvo una gran influencia sobre su marido y su obra posterior. Demostró ser capaz de guiar el ser desgarrado de su esposo, oscilando entre la sensualidad y la melancolía, y a pesar de su naturaleza encontrar satisfacción en una cierta felicidad doméstica.

## Imagen
En Autorretrato con Charlotte Berend y una copa de champán, Corinth se retrata a sí mismo con Charlotte en su regazo, agarrando su cuerpo semidesnudo con fuerza con su brazo derecho. Su mano se posa sobre su pecho derecho, los dedos abiertos, exponiendo su pezón. Con orgullo y descaro, muestra al espectador la belleza femenina de su futura esposa. Charlotte está claramente posicionada en el centro, llena de luz, donde Corinth se pone a la sombra. Ambos miran al espectador directamente a los ojos, con la mirada de Charlotte algo tímida. En su mano izquierda sostiene una flor, que simboliza su juventud e inocencia. Al fondo se ve una mesa puesta, como un bodegón, como señal de que lo están haciendo bien. Corinth levanta la copa y parece estar ofreciendo un brindis.

#### Aclaración
El autorretrato con Charlotte Berend y una copa de champán está abierto a varias interpretaciones. Algunos críticos ven el retrato como provocativo. Se ha sugerido que esto puede tener que ver con el rechazo del retrato semidesnudo de Salomé de Corinth por parte de la Münchner Sezession, poco tiempo antes. Estaba extremadamente molesto por esto e inmediatamente se fue a Berlín, donde tuvo éxito instantáneo.

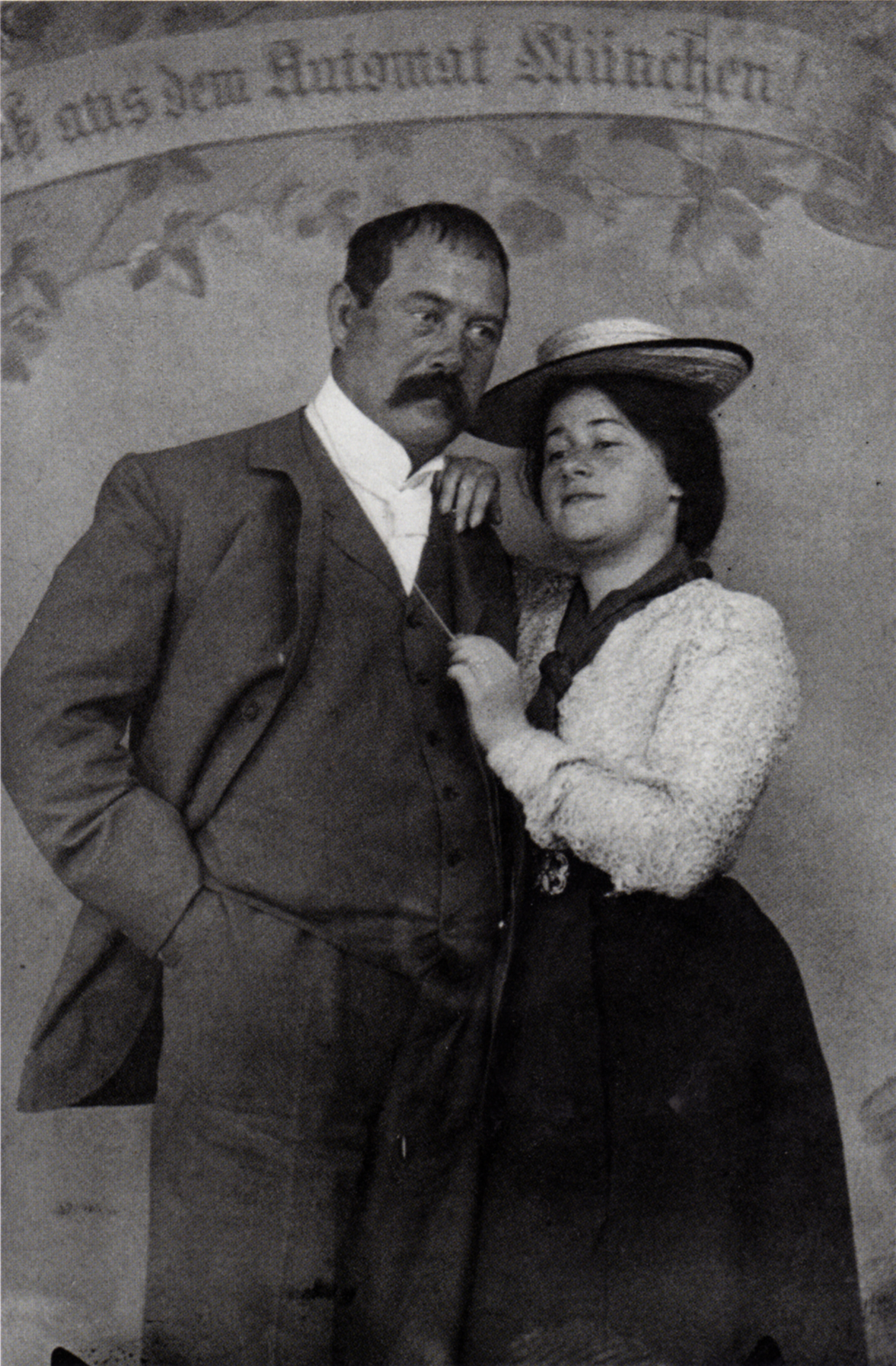
Corinth y Berend, foto de 1902.

Otros apuntan principalmente a la intimidad que transmite la obra. El brindis también puede verse como un sello de su unión. Asimismo se hace referencia a la forma en que Corinth presenta a su Charlotte, casi como si fuera su propiedad personal. Con ojos contemporáneos, esto podría verse como poco amigable para las mujeres. Él se apropia de ella, por así decirlo, y se la muestra con orgullo al espectador. En este sentido, es significativo que el papel de Berend como artista siempre haya estado a la sombra de la carrera de su marido.

#### Estilo y método
Independientemente de la interpretación, la obra es ejemplo del estilo espontáneo, expresivo y de influencia impresionista de Corinth, pintado en tonos naturales multicolores pero apagados, dispuestos en una composición armónica. Según Berend, el retrato doble se pintó a un ritmo tremendo en un libro que escribió sobre Corinth en una época posterior. Esto se ve subrayado por las pinceladas enérgicas, a menudo toscas, y el fondo inacabado. Mientras trabajaba habría exclamado: "Qué feliz me hace esto. Mira, el retrato se pinta solo, como debe ser ".